# Huriel
Huriel ist eine französische Gemeinde mit 2568 Einwohnern (Stand 1. Januar 2022) im Département Allier in der Region Auvergne-Rhône-Alpes; sie gehört zum Arrondissement Montluçon und zum Kanton Huriel.

## Geographie
Die Gemeinde liegt in der Landschaft Bocage Bourbonnais, rund zwölf Kilometer nordwestlich von Montluçon, am rechten Ufer der Magieure, einem Nebenfluss des Cher.

### Nachbargemeinden
Umgeben ist Huriel von den Nachbargemeinden La Chapelaude im Norden, Domérat im Osten, Quinssaines im Südosten Saint-Martinien im Süden, Archignat im Westen und Chambérat im Nordwesten.

## Geschichte

### Internierungslager Huriel
In einer Ferienkolonie entstand Anfang 1940 in Huriel ein Internierungslager für Reichsangehörige – Deutsche und Österreicher. Das Lager bestand von Januar 1940 bis Ende Juli 1940 und beherbergte vor allem Prestataires, Ausländer, die um Asyl nachgesucht hatten und deshalb der Pflicht unterlagen, als Dienstleister für den französischen Staat zu arbeiten.
Laut der Fondation pour la mémoire de la déportation (FMD) hielten sich im Februar 1940 164 Prestataires im Lager auf. Wenig später, am 2. März 1940, belief sich ihre Zahl nur noch auf 150. Aus welchem Grund hier im Juli 1940, wie von der FMD vermerkt, auch Franzosen untergebracht waren, ist unbekannt.

### Bevölkerungsentwicklung
| Jahr      | 1968 | 1975 | 1982 | 1990 | 1999 | 2006 | 2016 | 2019 |
| Einwohner | 2237 | 2147 | 2347 | 2606 | 2377 | 2450 | 2664 | 2645 |

## Wirtschaft und Infrastruktur
Huriel ist eine hauptsächlich landwirtschaftlich geprägte Gemeinde. Im 19. Jahrhundert stammte noch ein Großteil der Erträge aus dem Weinbau, der aber mit der Invasion der Reblaus abrupt endete. Heute sind nur noch wenige Hektar mit Weinreben bepflanzt, allerdings findet man hier noch die selten gewordene Rebsorte Gouget Noir.

### Verkehr
Huriel hat einen eigenen Bahnhof an der Bahnstrecke Montluçon–Saint-Sulpice-Laurière.
Die Départementsstraße 40 zweigt von der Nationalstraße 145 ab, quert den Ort und führt in nordöstlicher Richtung weiter bis Vallon-en-Sully. Die Départementsstraße 916 verbindet Huriel mit Boussac.
Der nächstgelegenen Flugplatz Aeroport Montluçon-Domérat befindet sich an der Stadtgrenze von Montluçon.

## Sehenswürdigkeiten
- Donjon de La Toque, Donjon aus dem 12. Jahrhundert, Monument historique[4]
- Kirche Notre-Dame aus dem 11./12. Jahrhundert mit Taufbecken, Monument historique[5]